# Casa Cordovil
A Casa Cordovil situa-se no Largo das Portas de Moura na freguesia da Sé e São Pedro em Évora.
Esta casa foi construida no século XVI. Em 1990, parte do edifício foi adquirido pela Universidade de Évora.
Destacam-se a varanda e galeria de arquitectura manuelina.